# Кетеме
Кетеме́ (также Кэтэмэ) — река в Якутии (Россия), левый приток Лены. Длина реки составляет 109 км, площадь водосборного бассейна — 1400 км². Населённых пунктов на реке нет.

## Общая информация
Река берёт начало на Приленском плато в восточной части Среднесибирского плоскогорья в результате слияния двух пересыхающих речек Лингка и Боруобуй-Манхарата, на высоте более 271 м над уровнем моря. В верховьях течёт на север, затем русло реки описывает дугу и направляется преимущественно на юго-восток. Протекает по лиственничной тайге. В нижнем течении меандрирует. Впадает в Лену в 1658 км от её устья по левому берегу, ниже села Тит-Ары и выше села Еланка, почти напротив Ленских столбов, на высоте менее 96 м над уровнем моря. Ширина в нижнем течении — 10-15 м при глубине 0,2 м, скорость течения в низовьях — 0,2 м/с.

## Основные притоки
Указаны поименованные притоки длиной 20 км и более.
| Название     | Расстояние от устья | Длина | Положение |
| ------------ | ------------------- | ----- | --------- |
| Оллону       | 51                  | 20    | правый    |
| Тёнгюргестях | 57                  | 25    | правый    |

## Данные водного реестра
По данным государственного водного реестра России и геоинформационной системы водохозяйственного районирования территории РФ, подготовленной Федеральным агентством водных ресурсов:
- Бассейновый округ — Ленский
- Речной бассейн — Лена
- Речной подбассейн — Лена между впадением Олёкмы и Алдана
- Водохозяйственный участок — Лена от устья Олёкмы до водомерного поста посёлка Покровск.
- Код водного объекта — 18030500112117200035383